# Ерколе Бентивольо (кондотиер)
Вижте пояснителната страница за други личности с името Ерколе Бентивольо.
Еркòле Бентивòльо (на италиански: Ercole Bentivoglio; * 15 май 1459 в Болоня; † юни 1507) е италиански благородник, кондотиер от рода Бентивольо.

## Произход
Той е син на Санте Бентивольо (* 1424, † 1463), владетел на Болоня (1445 – 1463), и на съпругата му Джиневра Сфорца (* 1440, † 1507). Година след смъртта на  баща му майка му се омъжва отново за господаря на Болоня Джовани II Бентивольо и му ражда 16 деца. Ерколе е полубрат на Анибале II Бентивольо, господар на Болоня (1511 – 1512).

## Биография
Очаква се, че наследяването на властта в града ще се падне на братовчеда на Санте, Джовани, и така на тригодишна възраст Ерколе е отдалечен от Болоня, за да бъде поверен на Медичите,  за да се погрижат за образованието му. Той е все още във Флоренция, когато баща му внезапно умира през 1463 г., а майка му се омъжва повторно през 1464 г. за Джовани.
От 1483 г. служи при Лоренцо де Медичи и е един от капитаните на флорентинските войски, които се бият в Луниджана срещу Генуа, спечелвайки си назначението за губернатор на Пиетрасанта, отнета от генуезците през 1486 г. На 28 януари 1487 г. е сред гостите на сватбата на своя полубрат Анибале II Бентивольо, син на Джовани и на майка му Джиневра, с Лукреция, естествена дъщеря на Ерколе II д’Есте, на която присъстват почти всички държавни глави на Италианския полуостров, включително папа Инокентий VIII.
Установява се в Пиза. След изгонването на Пиеро II Злочестия от Флоренция Флорентинската република започва война срещу Пиза и Ерколе претърпява сериозно поражение от Лучо Малвеци на река Серкио. Той се завръща в Кашина и след това в Биентина, където през април 1496 г. побеждава венецианците, командвани от Джампаоло Манфроне.
През 1497 г. преминава на служба на Сиена, а през юли – на служба при папа Александър VI, който се опитва да разшири владенията на Папската държава до Марке и да благоприятства начинанията на сина си Чезаре Борджия. След различни събития Ерколе сключва договор с град Фермо, който папата, недоволен, не приема, отменяйки годежа си. През 1499 г. Ерколе се установява със семейството си във Фермо, където му е предоставен дворец.
Повикан от папата, за да подкрепи начинанието на Чезаре Борджия, в края на годината той участва в обсадата на крепостта на Форли, която пада през януари и Катерина Сфорца е пленена от Борджия. През цялата година той провежда военни операции в Романя по заповед на Чезаре и на 20 октомври 1500 г. влиза в Пезаро, чиито граждани са прогонили Джовани Сфорца.
След като се завръща във Фермо през 1501 г., Ерколе подозира, че жена му му изневерява и я затваря в килия в двореца. Тогава, убеден, че обвиненията срещу Барбара Торели са неверни, той я освобождава и през юни тя бяга при майка си в Урбино, обвинявайки го, че е търсил повече пъти да кара я проституира. Зестрата на Торели и нейните дъщери, които последват майка си, остава в ръцете на Ерколе.
През 1502 г. той отново преминава в служба на Флорентинската република, застрашена от целите на Пиеро де Медичи, който с помощта на Вителоцо Вители, Фабио Орсини и Джампаоло Бальони се опитва да си върне владението на Сеньорията.
На 1 май 1503 г. е назначен за генерал-губернатор на флорентинските милиции. В това си качество той обсажда Пиза за дълго време, но без успех, благодарение на доставките, които достигат до пизанците от Генуа и Неапол по морето и оттук покрай река Арно: проектът, подкрепен от Николо Макиавели, който е накарал смутения гонфалониер на правосъдието Пиеро Содерини да го приеме, за да отклони реката от Пиза, е изоставен, защото е твърде дълъг и скъп и накрая обсадата е вдигната.
На 17 юли 1505 г. Ерколе постига най-големия успех в цялата кампания, като се изправя срещу Бартоломео д'Алвиано при кулата на Сан Винченцо, който се опитва да обедини отново силите си с тези на Балиони: Алвиано трябва да избяга, оставяйки хиляди затворници, коне и багаж. Повишен в генерал-капитан, той вярва, че тази победа му позволява окончателно да уреди сметките с Пиза и републиката, и през август финансира новата обсада на града с нова пехота и повече артилерия. Пред очите на Макиавели артилерията успява да причини пробиви в градските стени, но атаката на пехотата, лошо проведена, е напълно отблъсната със сериозни загуби; на 14 септември Ерколе трябва отново да изостави обсадата: обвинен, че е главният отговорник за поражение, той е уволнен през 1506 г. След това постъпва на служба при папа Юлий II като капитан при Франческо Мария I дела Ровере. 
Умира през юни 1507 г., а през септември вдовицата му Барбара се омъжва за поета Ерколе Строци.
Интересно е писмото му до Макиавели на 25 февруари 1506 г., в което той си спомня „тези много нещастни времена" за Италия и за „нашият лош късмет в тези времена", към които той вярва, че ще се добавят още злини, и изразява надежда, че Макиавели, с работата си на историк, би могъл най-малкото да преоцени в очите на потомството делото на онези, които са се опитвали да бъдат „пазители на италианската чест и репутация“.

## Брак и потомство
∞ октомври 1491 за Барбара Торели, дъщеря на Марсилио Торели, граф на Монтекиаруголо, от която има две дъщери:
- Костанца Бентивольо (* ок. 1492 - завещание 7 юни 1524), ∞ 1. малко пр. 21 януари 1506 за Лоренцо Строци от Ферара 2. ок. 1520 за  Филипо Торниели от Новара († 1556)
- Джиневра Бентивольо (* ок. 1493 - завещание 20 юли 1524), ∞  1. 4 август 1507 за Галеацо Сфорца, господар на Пезаро, когото няма деца 2. за Манфредо Палавичино ди Кортемаджоре, подръжник на Сфорца (убит 6 юли 1521), от когото има двама сина.